# Ruda (Kuźnia Raciborska)

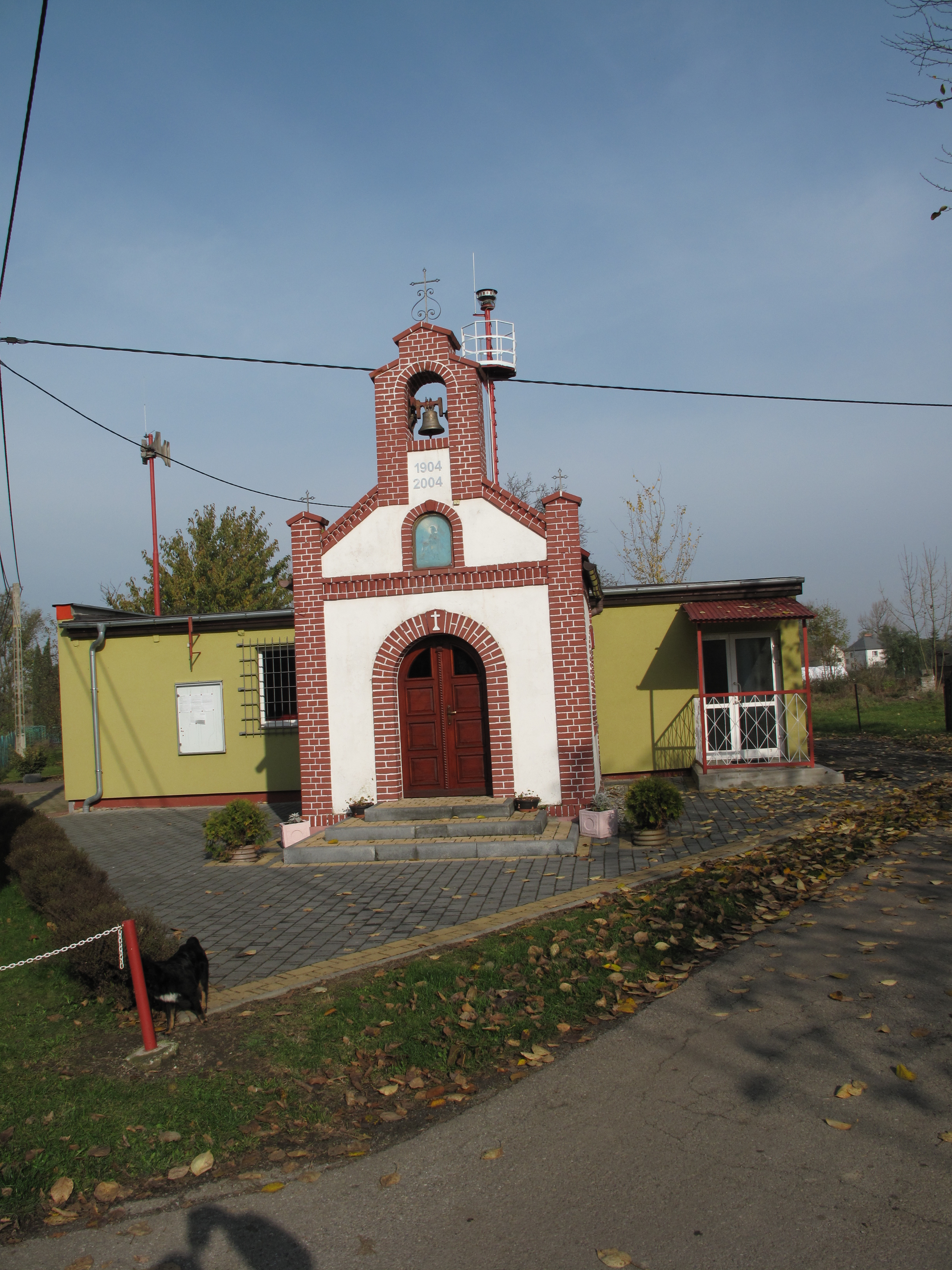
Kapelle in Ruda

Ruda (deutsch Ruda, 1936–1945 Rudweiler) ist ein Dorf in der Gmina Kuźnia Raciborska  im Powiat Raciborski der polnischen Woiwodschaft Schlesien. Das Dorf liegt im Odertal.  Ruda ist ein sehr kleines Dorf, das ein paar Häuser bilden, die an der Oder erbaut sind. Das Dorf liegt an der Grenze zur Woiwodschaft Opole, in der Nähe von Oderwalde (Dziergowice).

## Geschichte
Es ist nicht genau bekannt, wann Ruda entstanden ist, jedoch gibt es ein Dokument aus dem Jahre 1556, das die Erlaubnis gibt, im Dorf eine Mühle zu erbauen, in welchem der Ortsname Ruda steht. 1861 gab es in Ruda 46 Häuser mit 299 Einwohnern. Heutzutage ist das Dorf ein typisch landwirtschaftliches Dorf.